# Druckwerk (Druckmaschine)

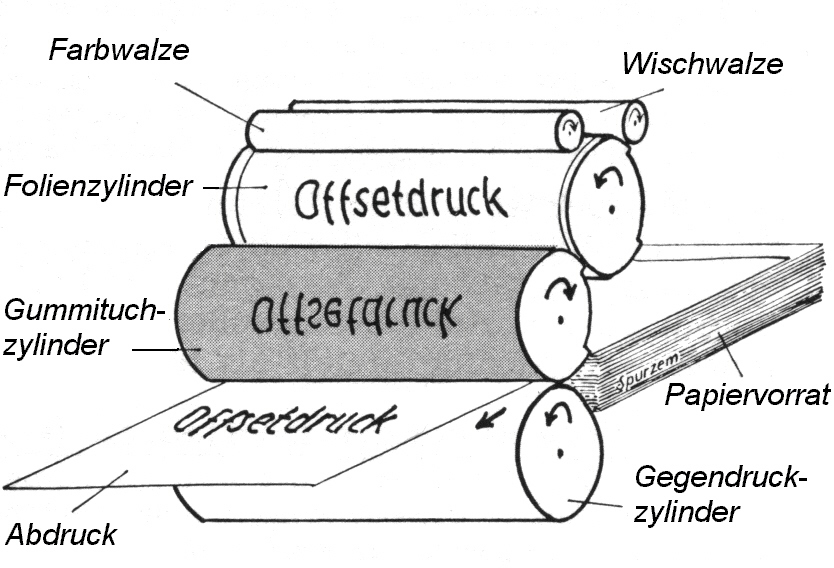
Druckwerk der Offsetdruckmaschine

Der Begriff Druckwerk bezeichnet eine Baugruppe der Druckmaschine. Beim Offsetdruck besteht es aus dem Platten-, dem Gummi- und dem Gegendruckzylinder, sowie dem Farb- und Feuchtwerk. Darüber hinaus können Druckwerke mit Wascheinrichtungen und automatischen Systemen für die Plattenbestückung ausgerüstet sein.

## Druckprinzip
Der Bogen- und der Rollenoffsetdruck arbeiten nach dem gleichen Druckprinzip. Die Druckplatte befindet sich auf dem Plattenzylinder, um den sich Feucht- und Farbwerk gruppieren. Bei jeder Zylinderumdrehung wird die Druckplatte mit Feuchtung benetzt und danach mit Druckfarbe eingefärbt. Die auf der Druckplatte haftende Farbe wird bei jeder Zylinderumdrehung auf das Gummituch des Gummizylinders und von dort auf den Bedruckstoff übertragen. Der erforderliche Gegendruck erfolgt bei Bogenoffsetmaschinen durch einen Gegendruckzylinder. Dabei können auch zwei Druckwerke gegen einen gemeinsamen Gegendruckzylinder arbeiten. Beim Rollenoffsetdruck wird die Papierbahn in jeder Druckeinheit zwischen den Gummizylindern von zwei Druckwerken hindurchgeführt. Diese übertragen die Druckfarbe und erzeugen zugleich den notwendigen Gegendruck.

## Feucht- und Farbwerk
Das Farbwerk in Bogenoffsetmaschinen hat mit einem System zahlreicher Walzen die Aufgabe, die Druckfarbe in einen gleichmäßigen, dünnen Farbfilm zu spalten und auf die Druckplatte zu übertragen. Durch eine zonenweise Farbvoreinstellung, die mit sogenannten Zonenschrauben erfolgt, kann die Farbführung parallel zur Zylinderachse beeinflusst werden. Eine erhebliche Verkürzung der Rüstzeiten wird mit automatischen Voreinstellungssystemen erreicht. Vor dem Farbauftrag muss die Druckplatte vom Feuchtwerk mit Feuchtmittel benetzt werden, damit die nichtdruckenden Partien der Druckform keine Farbe annehmen. Durch den Zusatz von Alkohol wird die Oberflächenspannung des Feuchtwassers herabgesetzt. Beim wasserlosen Offsetdruck wird kein Feuchtwerk benötigt und deshalb abgeschaltet. Das Druckwerk ist hier mit einer Kühleinrichtung ausgestattet.

## Bauformen
Bei Bogenoffsetdruckmaschinen hat sich die Reihenbauweise durchgesetzt. Die Druckwerke werden hintereinander angeordnet, so dass es bei einer 8-Farben-Maschine für den Schön- und Widerdruck zu acht Druckwerken hintereinander kommt.
Bei Rollenoffsetmaschinen ist die Anordnung der Zylinder innerhalb des Druckwerks hochvariabel. Die Hersteller können aufgrund der modulen Bauweise eine Maschine im Baukastensystem maßgeschneidert zusammenstellen. Zu den wichtigsten Druckwerkkonstruktionen im Rollenoffsetdruck zählen das am häufigsten eingesetzte Drei-Zylinder-System bei kleinformatigen Maschinen für den Druck von Endlosformularen und Etiketten. Das Vier-Zylinder-System, schon 1907 vom Erfinder Caspar Hermann entwickelt, wird hauptsächlich für den Akzidenzdruck angewendet. Das Neun-Zylinder-System, auch Satellit genannt, ist vorzugsweise beim Zeitungsdruck anzutreffen. Der sogenannte Achterturm wird ebenfalls für den Zeitungsdruck eingesetzt. Dabei handelt es sich um zwei liegende Vier-Zylinder-Druckwerke, die auch H-Druckeinheiten genannt werden, übereinander.

## Einzelnachweis
1. ↑  Helmut Kipphan (Hrsg.): Handbuch der Printmedien, S. 247 f. Verlag Springer, November 2000, ISBN 3-540-66941-8